# Larry Stefanki
| Estadísticas de Larry Stefanki | Estadísticas de Larry Stefanki |
| ------------------------------ | ------------------------------ |
| Origen:                        | Elmhurst, Estados Unidos       |
| Fecha de Nacimiento:           | 23 de julio de 1957 (67 años)  |
| Altura:                        | 1.77 metros                    |
| Peso:                          | 68 kilos                       |
| Juego:                         | Diestro                        |
| Profesional desde:             | N/A                            |
| Retiro:                        | N/A                            |
| Mejor Ranking ATP:             | 35                             |

Exjugador de tenis y actual entrenador estadounidense. Alcanzó el número 35 del ranking ATP. Es reconocido como uno de los entrenadores más completos del mundo. Ha entrenado de forma exitosa a varios jugadores que han logrado pertenecer al selecto grupo de los top ten, entre ellos destacan, John McEnroe, Marcelo Ríos, 
Yevgeny Kafelnikov, Tim Henman, Fernando González y Andy Roddick, entre otros.

## Logros
Uno de sus logros como entrenador fue llevar a Marcelo Ríos hasta la cima del escalafón mundial de tenis cuando alcanzó el puesto número uno del ranking ATP el 30 de marzo de 1998, luego de ganar el torneo de Masters de Miami, cuando doblegó al afamado tenista estadounidense Andre Agassi por parciales de 7-5, 6-3 y 6-4. Momento en el que Marcelo le despidió de su puesto, debido a que no le quería pagar el bono de 500.000 dólares por ser número 1 del mundo.